# Richard A. Passman
Richard A. Passman (geb. 30. Juni 1925 in Cedarhurst (New York); gest. 1. April 2020 in Silver Spring, Maryland) war ein US-amerikanischer Luft- und Raumfahrtingenieur, der sich unter anderem mit Überschallflug, Interkontinentalraketen und Satelliten befasste.

## Leben
Passman wurde als Sohn von Matthew und Ethel Passman geboren. Sein Vater war Teilhaber eines Versicherungsunternehmens. Die ihm von seinen Eltern gegebene Mittelinitiale „A“ hatte keine weitere Bedeutung. Passman studierte an der University of Michigan. Er erwarb hier 1944 einen Bachelor-Abschluss in Flugingenieurwesen und 1946 einen weiteren Bachelor in Mathematik. Er erlangte 1947 außerdem einen Master-Abschluss als Flugingenieur.
Er begann seine berufliche Laufbahn bei Bell Aircraft. Hier war er an der Entwicklung der Überschallflugzeuge Bell X-1 und Bell X-2 beteiligt. Er war anschließend maßgeblich für die Entwicklung des Spionageflugzeugs Bell X-16, welches aber nicht praktisch eingesetzt wurde, da das Pentagon sich für das konkurrierende Produkt Lockheed U-2 entschied. Er wechselte dann 1957 zu General Electric, wo er sich nun mit Raumfahrtproblemen befasste, insbesondere bezüglich des Problems der Hitzeentwicklung beim Wiedereintritt in die Erdatmosphäre. Ein Großteil seiner dortigen Arbeit unterlag der Geheimhaltung. Soweit heute bekannt, war Passman an der Entwicklung des ersten Spionagesatelliten der Vereinigten Staaten beteiligt. Er entwickelte auch Hitzeschilde für Interkontinentalraketen. Er wurde Generalmanager für die Weltraumaktivitäten von General Electric.
Im Ruhestand verfasste er mit John D. Anderson das 2014 erschienene Buch X-15: The World's Fastest Rocket Plane and the Pilots Who Ushered in the Space Age. Das Buch wurde als relativ kurz beschrieben, allerdings mit einer umfassenden Geschichte der Entwicklung des Flugzeugs.
Passman verbrachte mit seiner Ehefrau seinen Lebensabend in Florida. Nach dem Ausbruch der COVID-19-Pandemie in den Vereinigten Staaten überredete sein Sohn ihn, in ein Altersheim in Silver Spring umzuziehen. Kurz nach dem Umzug am 15. März 2020 musste dieses Altersheim wegen COVID-19-Fällen geschlossen werden. Am 1. April verstarb Passman an Komplikationen von COVID-19.